# Ira Eliezer Tapé
Ira Eliezer Tapé (ur. 31 sierpnia 1997 w Abobo) – iworyjski piłkarz grający na pozycji bramkarza. Od 2022 jest piłkarzem klubu Bahir Dar Kenema FC.

## Kariera klubowa
Swoją piłkarską karierę Tapé rozpoczął w klubie SO Armée. W sezonie 2015/2016 zadebiutował w jego barwach w pierwszej lidze iworyjskiej. W 2017 odszedł do FC San Pédro. W sezonach 2018/2019, 2019/2020 i 2020/2021 wywalczył z nim trzy wicemistrzostwa Wybrzeża Kości Słoniowej. W sezonie 2018/2019 zdobył również Puchar Wybrzeża Kości Słoniowej. W 2022 przeszedł do etiopskiego Bahir Dar Kenema FC.

## Kariera reprezentacyjna
W reprezentacji Wybrzeża Kości Słoniowej Tapé zadebiutował 22 września 2019 w przegranym 0:2 meczu Mistrzostw Narodów Afryki 2020 z Nigrem, rozegranym w Niamey. W 2019 roku został powołany do kadry na Puchar Narodów Afryki 2019, a w 2022 na Puchar Narodów Afryki 2021. Nie rozegrał na tych turniejach żadnego meczu. W 2021 roku był w kadrze Wybrzeża Kości Słoniowej na Igrzyska Olimpijskie w Tokio.